# Pintarroxo-comum

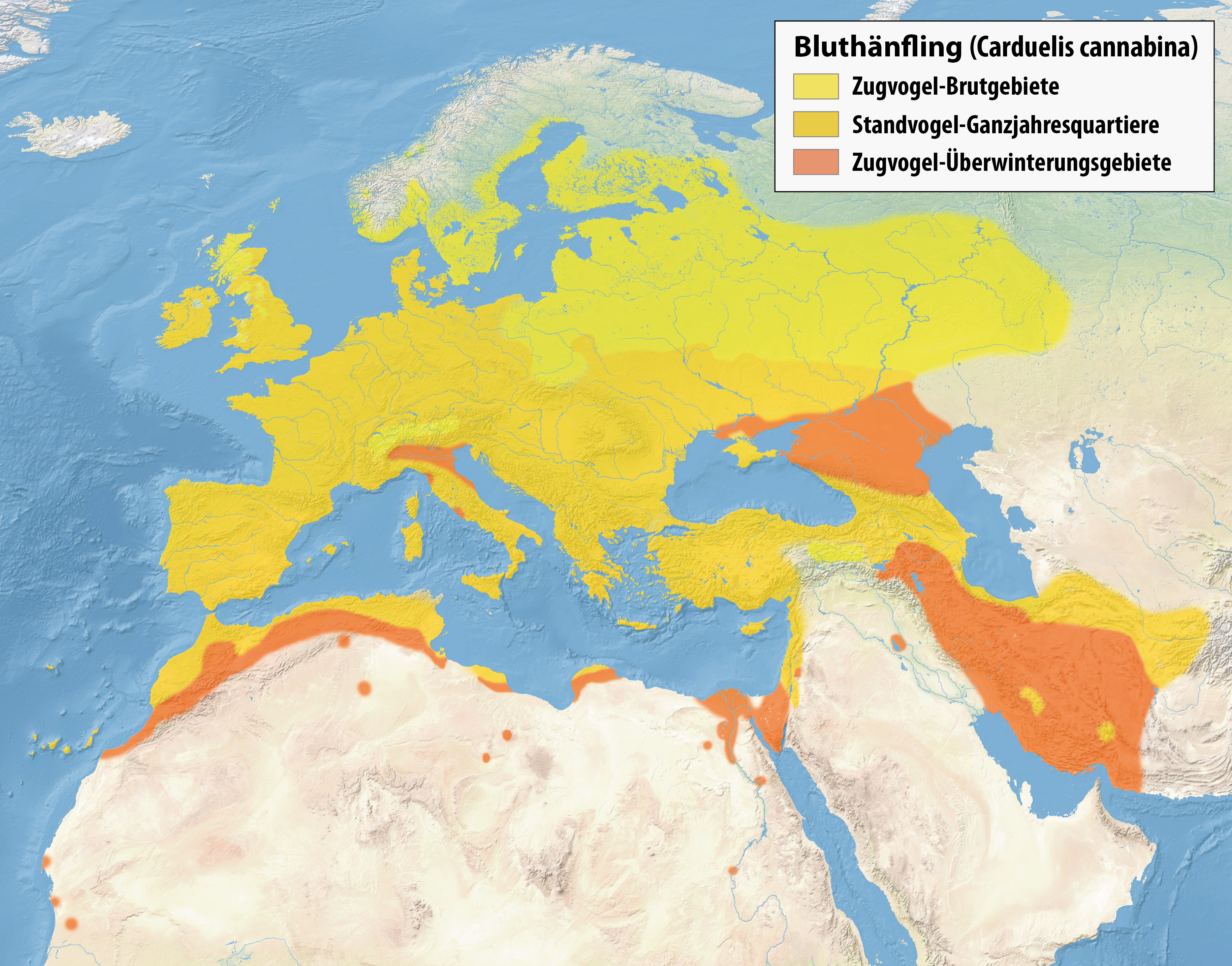

Linaria cannabina comummente conhecida como pintarroxo-comum ou simplesmente pintarroxo (não confundir com outras espécies que também dão por este nome comum como a Erithacus rubecula) é um pequeno pássaro granívoro, da família dos fringilídeos.
Pauta-se pela sua coloração mormente acastanhada e pelo distintivo peito avermelhado, próprio dos machos desta espécie. As fêmeas e os espécimes juvenis, por seu turno, não têm a cor avermelhada no peito e apresentam uma plumagem de coloração um pouco mais esbranquiçada.

## Nomes comuns
Além de «pintarroxo-comum», esta espécie dá ainda pelos seguintes nomes comuns: pintarroxo-europeu, pintarroxo-de-bico-escuro e milheiro (não confundir com a espécie Serinus serinus que também dá por este nome comum).

### Etimologia
Quanto ao nome científico desta espécie:
- O nome genérico, Linaria, provém do latim, linaria, e significa «do linho; tecelão de linho; tear de linho»[9] por alusão à coloração castanho-clara desta espécie.[10]

- O epíteto específico,  cannabina,[11] declinação latina do adjectivo cannăbĭnus, que significa «de cânhamo» ou «do cânhamo»,[12]  fica a dever-se ao facto da ave gostar de sementes de cânhamo.[13][14]

Do que respeita ao nome comum «pintarroxo», este substantivo entra na língua portuguesa por via do castelhano medieval «pintarrojo», resultando da aglutinação dos étimos «pinta» (mancha) e «rojo» (vermelho).

## Descrição
O pintarroxo-comum tem um comprimento de 13 a 14 cm, um peso de 15 a 20g e uma envergadura entre asas de 21 a 25 cm.
O macho, em plumagem de verão, tem a cabeça cinzenta, a testa e o peito vermelhos-carmim, o dorso castanho, a garganta e o abdómen esbranquiçados. As asas são castanhas e pretas, as rémiges primárias são pretas com as pontas brancas assim como as retrizes da cauda. O uropígio é bege claro. Em plumagem de outono é mais acastanhado e não tem  vermelho na testa e no peito. O bico é cinzento e as patas são acastanhadas.
A fêmea, em plumagem de verão, tem as cores mais ternas do que o macho e não tem a testa e o peito vermelhos. No outono a plumagem é mais listada.
Os juvenis são parecidos com as fêmeas mas mais castanhos nas partes superiores e com listas escuras. As partes inferiores são bege claro com listas castanho-escuras. O bico e as patas são cinzentos.

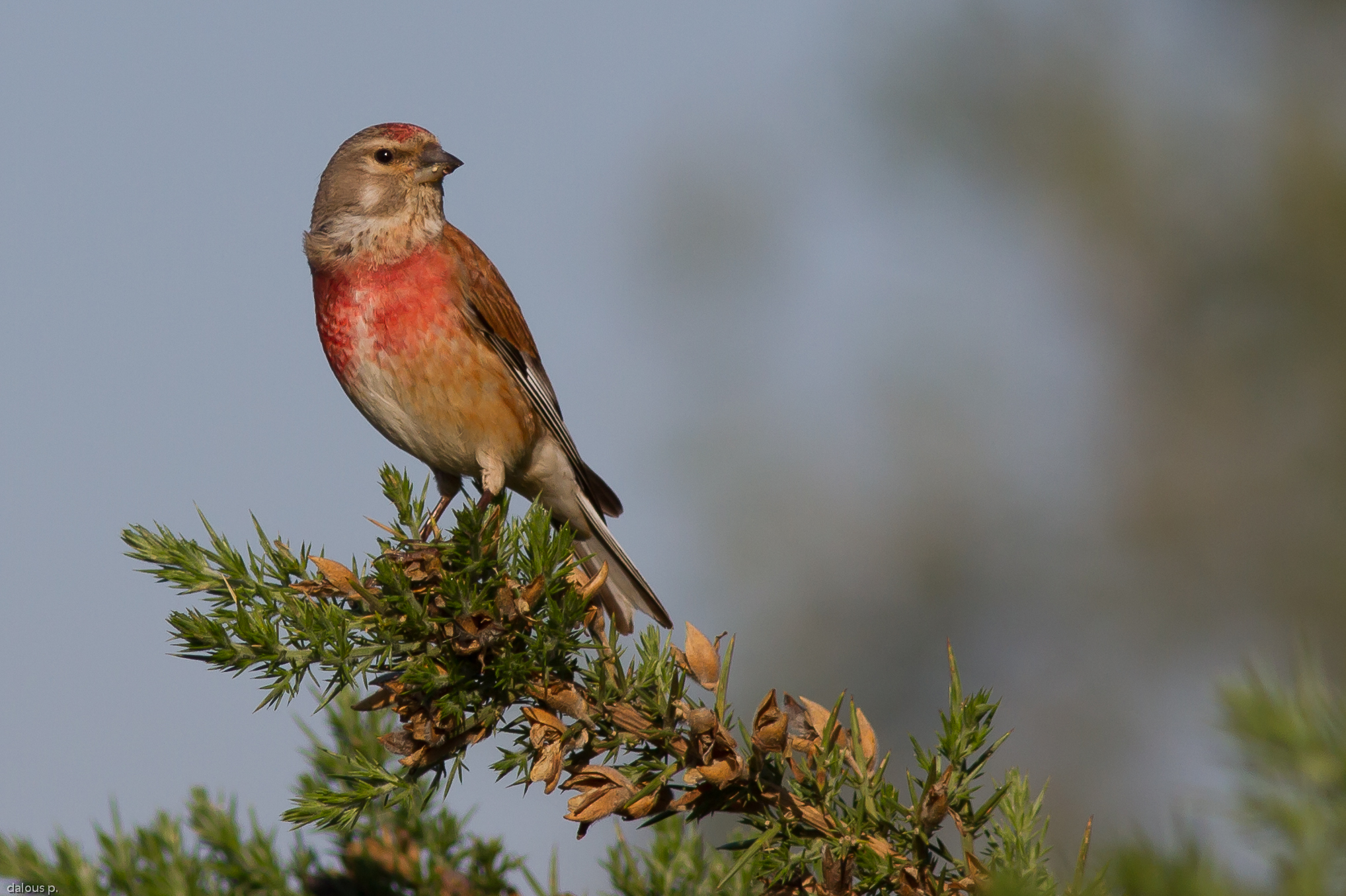
Pintarroxo-macho

## Distribuição
A espécie é comum na Europa, no oeste da Ásia e no norte de África.
Em Portugal está distribuída por todo o território, apenas não se encontrando em algumas zonas do litoral centro e do Baixo Alentejo.

## Taxonomia
O pintarroxo-comum é uma das várias espécies originalmente descritas por  Linnaeus, em 1758, na 10ª edição da sua obra Systema Naturae, com o nome de Fringilla cannabina. O nome cannabina deriva do facto da ave gostar de sementes de cânhamo. Foi inicialmente incluído no género Acanthis. Hibridiza com o verdilhão (c. chloris), com o lugre (c. spinus), com o pintarroxo-de-queixo-preto (c. flammea) e com o pintarroxo-de-bico-amarelo (c. flavirostris). A subespécie c.c.guentheri era anteriormente designada por c.c.nana, as subespécies propostas c.c.taurica (Crimeia), c.c.persica (Irão) e c.c.fringillirostris (Caxemira) são consideradas como variantes da subespécie c.c.bella. São reconhecidas sete subespécies.
Subespécies e sua distribuição:
- L.c.cannabina (Linnaeus, 1758) – oeste, centro e norte da Europa (desde o centro e sul da Escandinávia para sul até ao norte de Espanha, norte de Itália, nordeste da Grécia, oeste da Turquia e Ucrânia) e desde o oeste e centro-sul da Sibéria para leste até ao rio Ienissei superior, sul de Krasnoiarsk e norte de Altai. Fora da época de reprodução encontra-se também no Norte de África e Sudoeste Asiático.
- L.c.bella (C.L.Brehm, 1845) – oeste e centro da Turquia, Chipre e Levante até ao Cáucaso, norte do Irão, sul do Turquemenistão, noroeste e nordeste do Afeganistão, sul e leste do Cazaquistão, oeste da Mongólia e noroeste da China (norte e noroeste de Xinjiang). Migrante fora da época de reprodução no Paquistão (Baluchistão, Punjab).
- L.c.meadewaldoi (Ernst Hartert, 1901) – Canárias centrais e ocidentais (de El Hierro até à Grã Canária).
- L.c.mediterranea (Tschusi, 1903) – desde a Península Ibérica até ao sul de Itália, Croácia, Grécia, ilhas do Mar Egeu, noroeste de África (países do Magrebe).
- L.c.harterti (Bannerman, 1913) – Canárias orientais (Alegranza, Lanzarote e Fuerteventura).
- L.c.autochthona (Clancey, 1946) – Escócia.
- L.c.guentheri (Wolters, 1953) – Região Autónoma da Madeira.

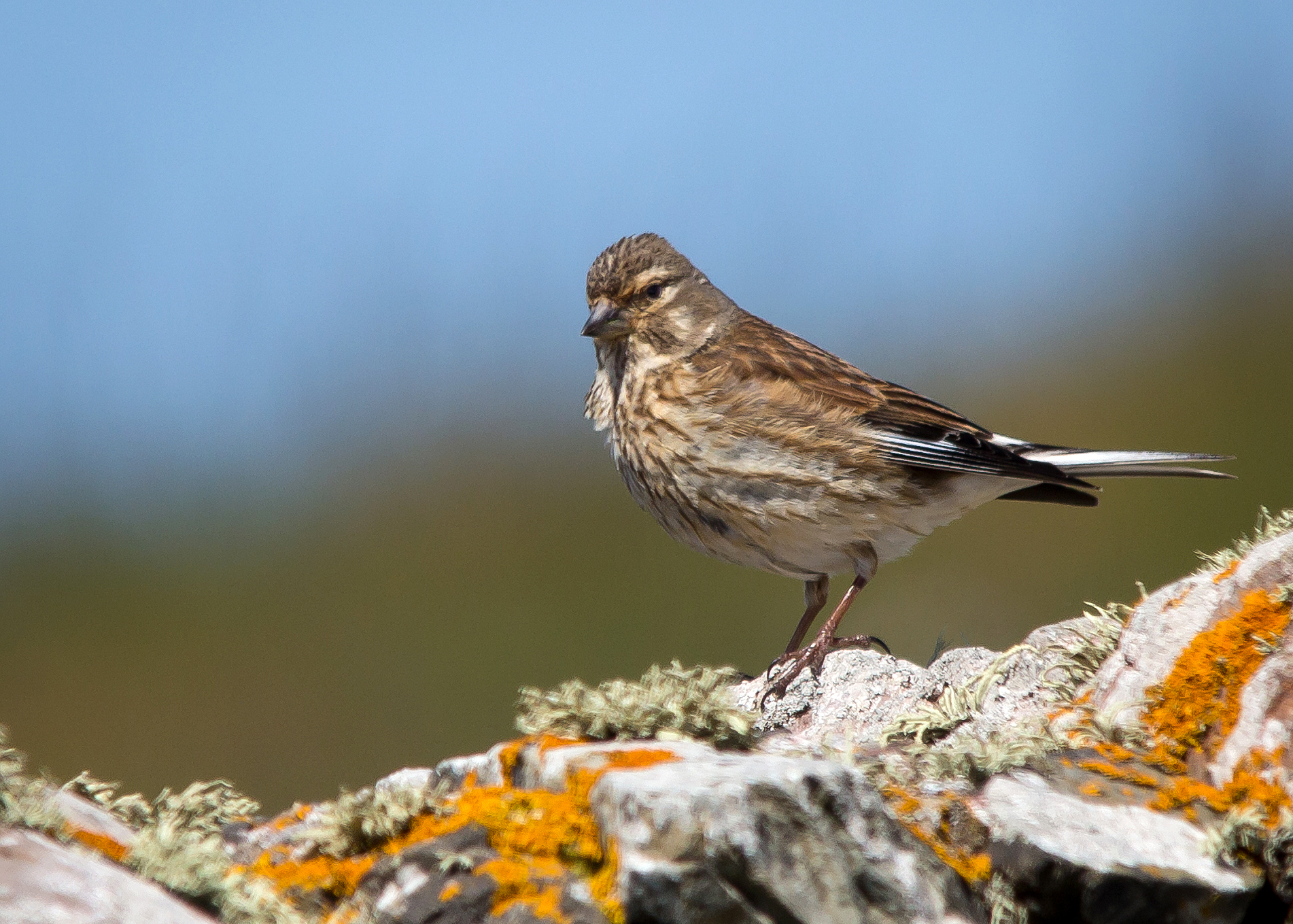
Fêmea

## Habitat
É uma espécie que geralmente se encontra abaixo dos 2000m de altitude, mas que pode reproduzir-se a maiores altitudes, entre os 2300 e os 3600m.
Frequenta habitats muito diversificados, tais como matagais, estepes, prados, pomares, jardins, parques, terrenos cultivados, florestas, clareiras das florestas, zonas de arbustos, pastagens, prados de montanha, pradarias, vales, encostas rochosas, dunas costeiras, margens de cursos de água.

## Alimentação
A sua alimentação é basicamente composta de sementes, mas também consome alguns insetos. Gosta de sementes pequenas ou médias de diversas plantas herbáceas como as poligonáceas (Polygonum, Rumex), as brassicáceas (mostarda-selvagem) (sinapis arvensis), bolsa-de-pastor (Capsella bursa-pastoris)), as asteráceas (dente-de-leão, cardo, Sonchus, Anthemis, tasneirinha), de arbustos como o pilreteiro e de árvores como as bétulas.
Alimenta-se no solo ou a pouca altura nos arbustos.

## Nidificação
Lugares abertos com grandes arbustos favorecem o acasalamento, pois seus ninhos são feitos geralmente em arbustos não muito longe do alcance da luz do sol.

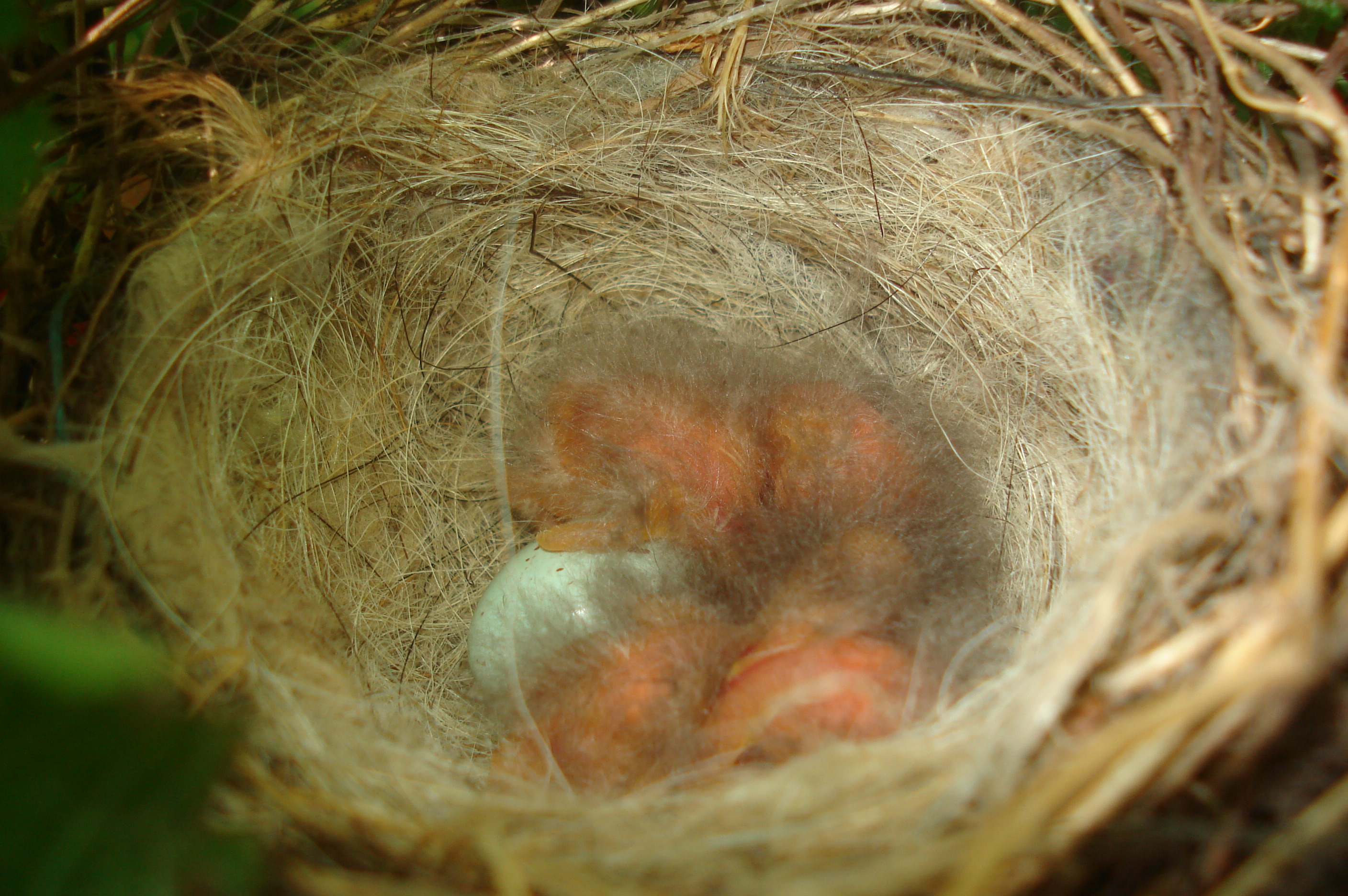
Ninho com crias

A época de reprodução dura de meados de Abril ao princípio de Agosto e é constituída por 2 a 3 posturas, cada uma com 4 a 6 ovos azuis esbranquiçados com pintas escuras ou castanhas. O ninho é construído pela fêmea, numa sebe, num arbusto ou numa árvore pequena, em forma de taça e feito com pauzinhos, caules, raízes, líquenes, musgos e forrado com lã, pêlos e penugem vegetal. A fêmea incuba os ovos sozinha durante 11 a 13 dias, depois de nascerem as crias são alimentadas pelos dois progenitores. Os juvenis deixam o ninho ao fim de 10 a 14 dias, continuando a depender dos pais durante mais duas semanas.

## Comportamento
Quando não está na época do acasalamento, pode formar grandes bandos, às vezes misturados com outros pássaros da mesma família.
O pintarroxo faz o seu ninho em colónias, com vários casais a utilizarem determinada zona disponível de arbustos.
É um pássaro parcialmente migratório, pois os pássaros mais a sul são residentes e os do norte migram para sul, em bandos de 200 a 300 aves.

## Filogenia
A filogenia foi obtida por Antonio Arnaiz-Villena et al.

## Galeria

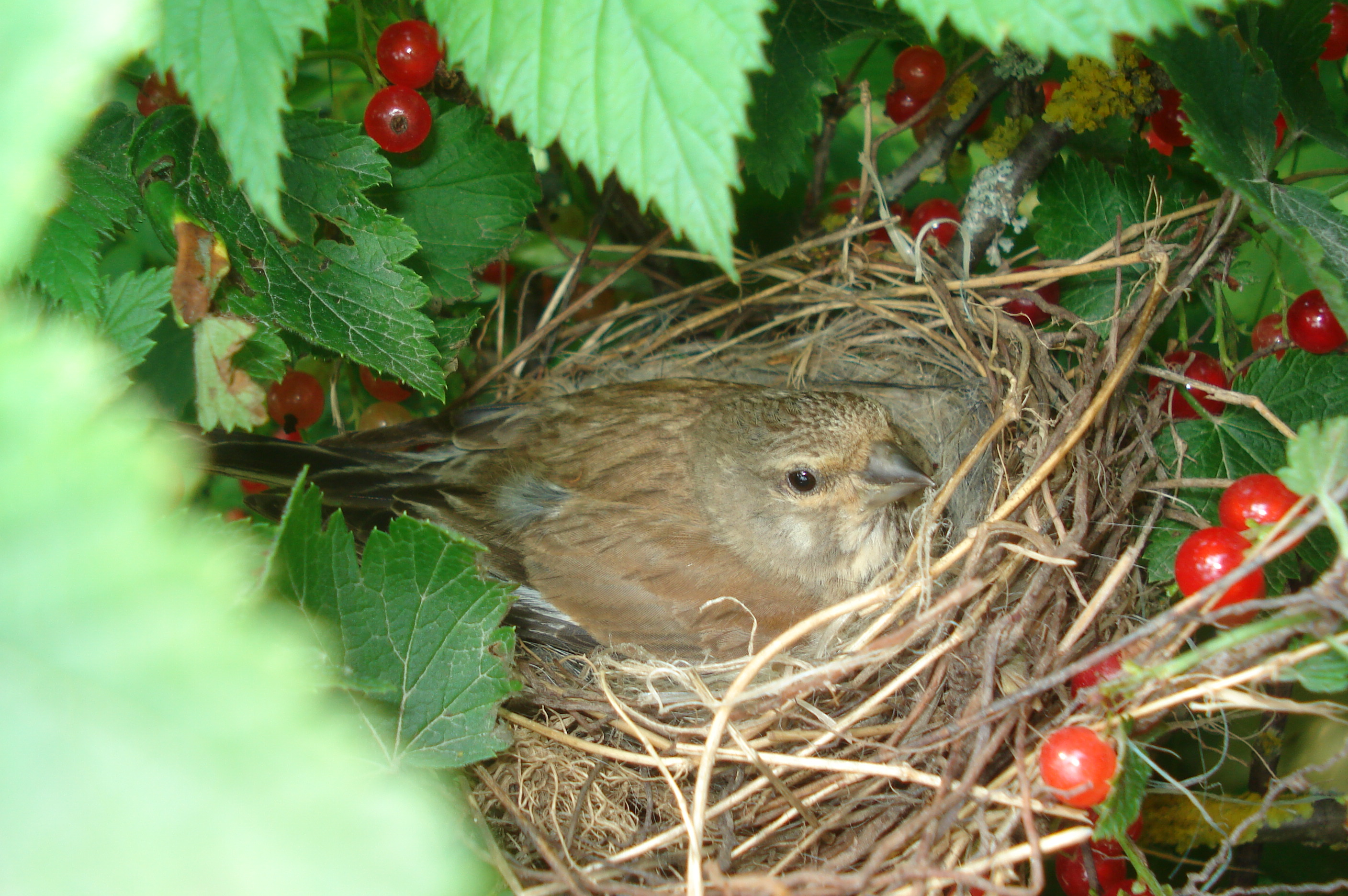
Fêmea no ninho
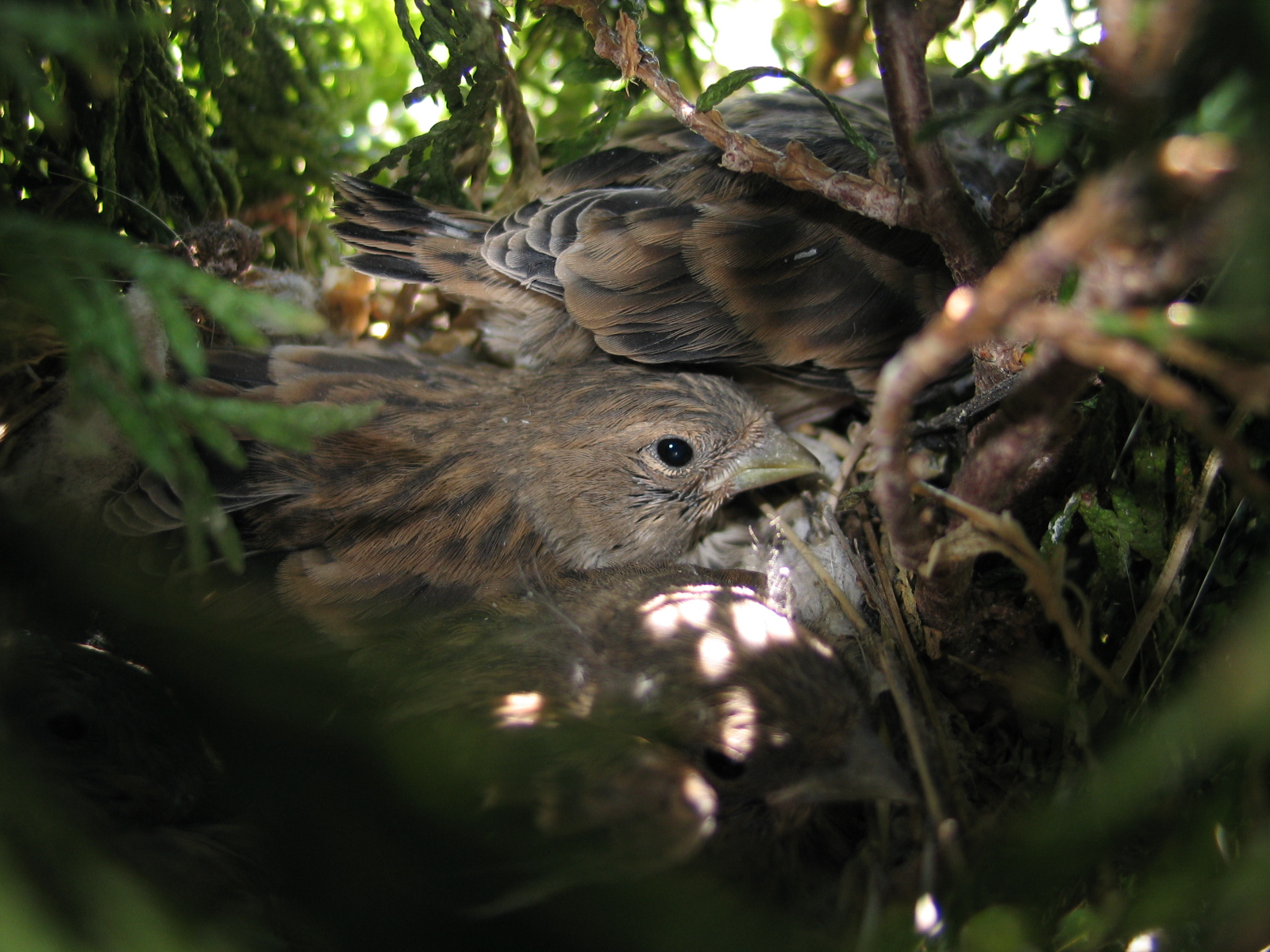
Crias no ninho
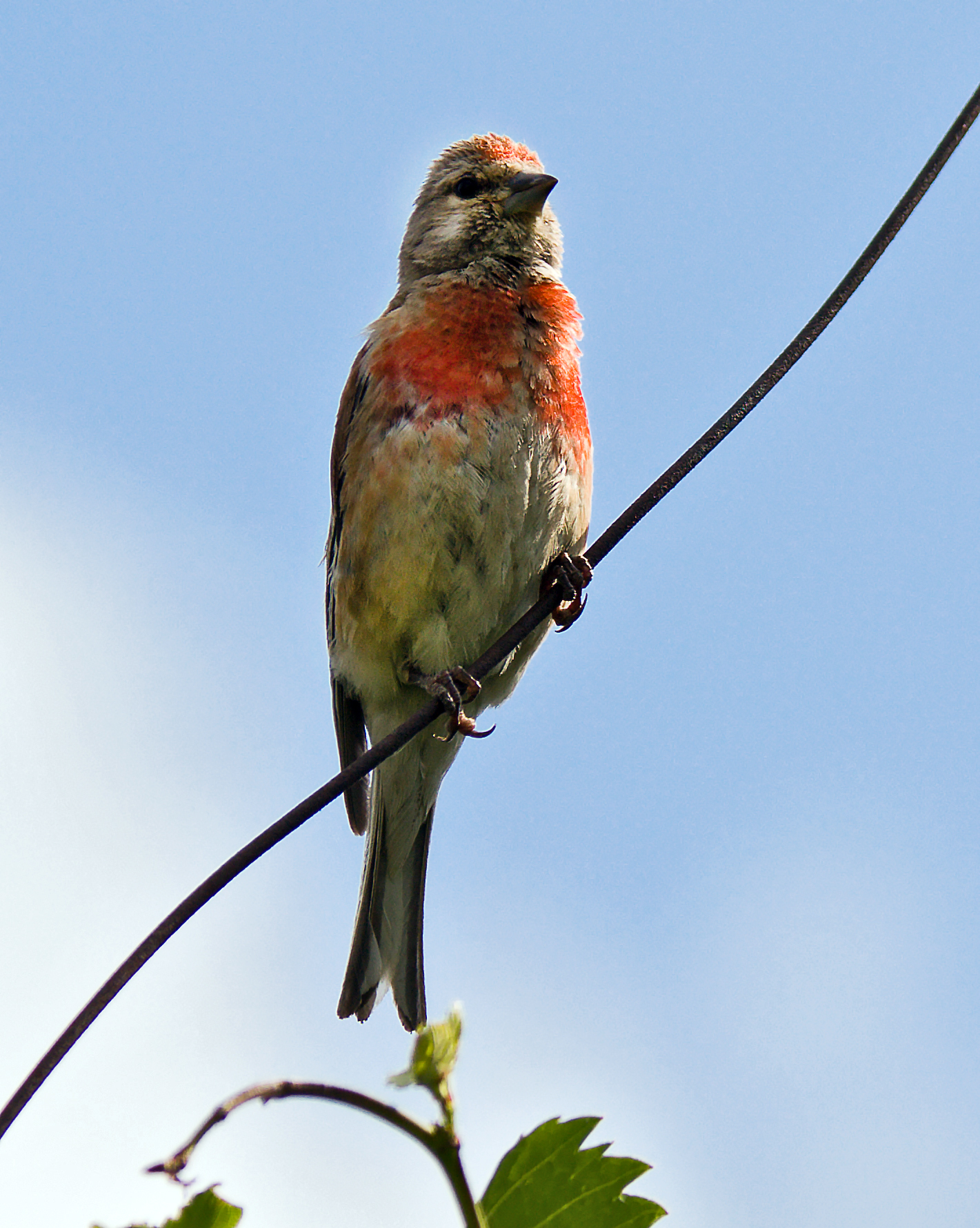
Macho num galho
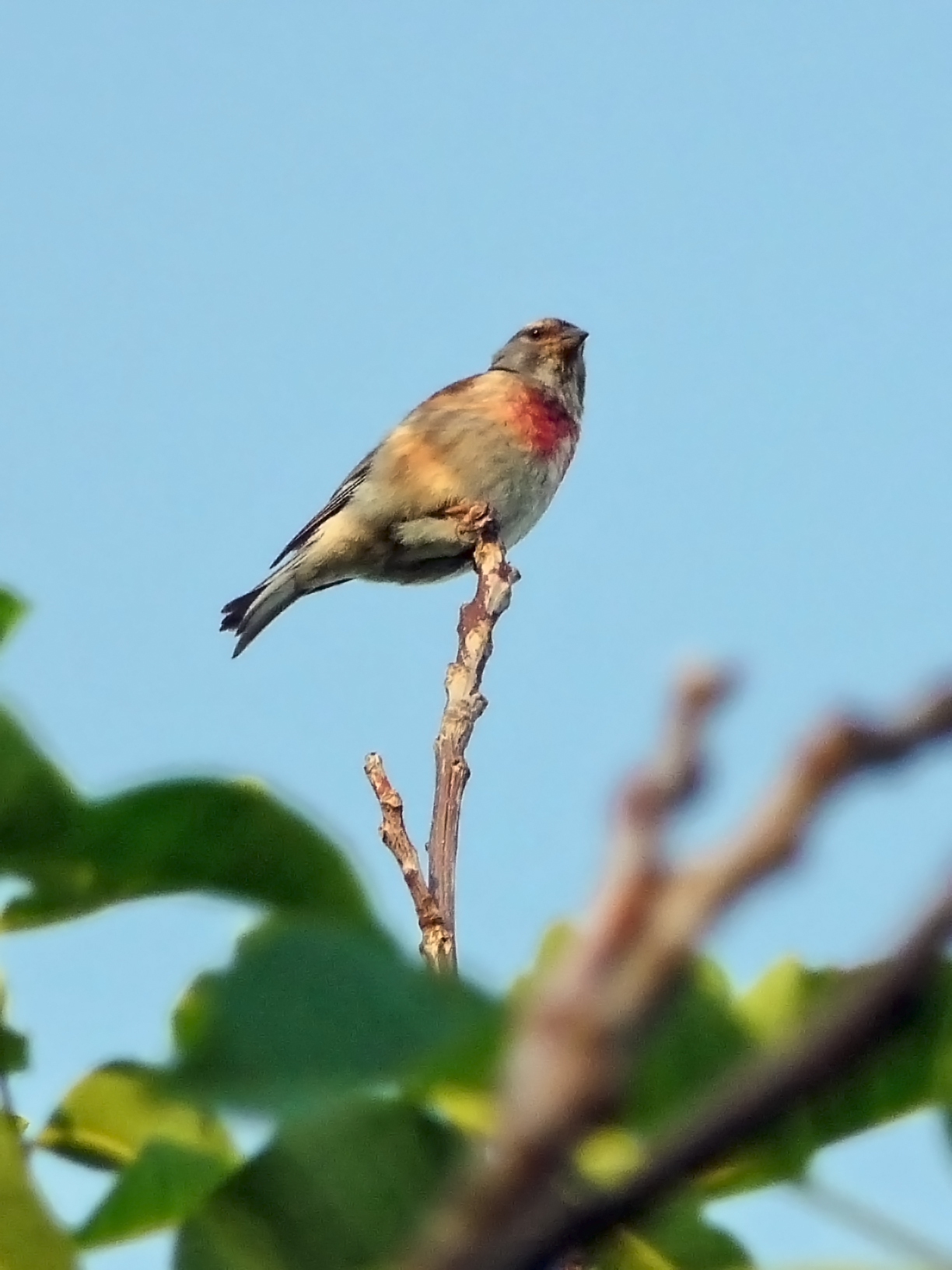
Macho num ramo
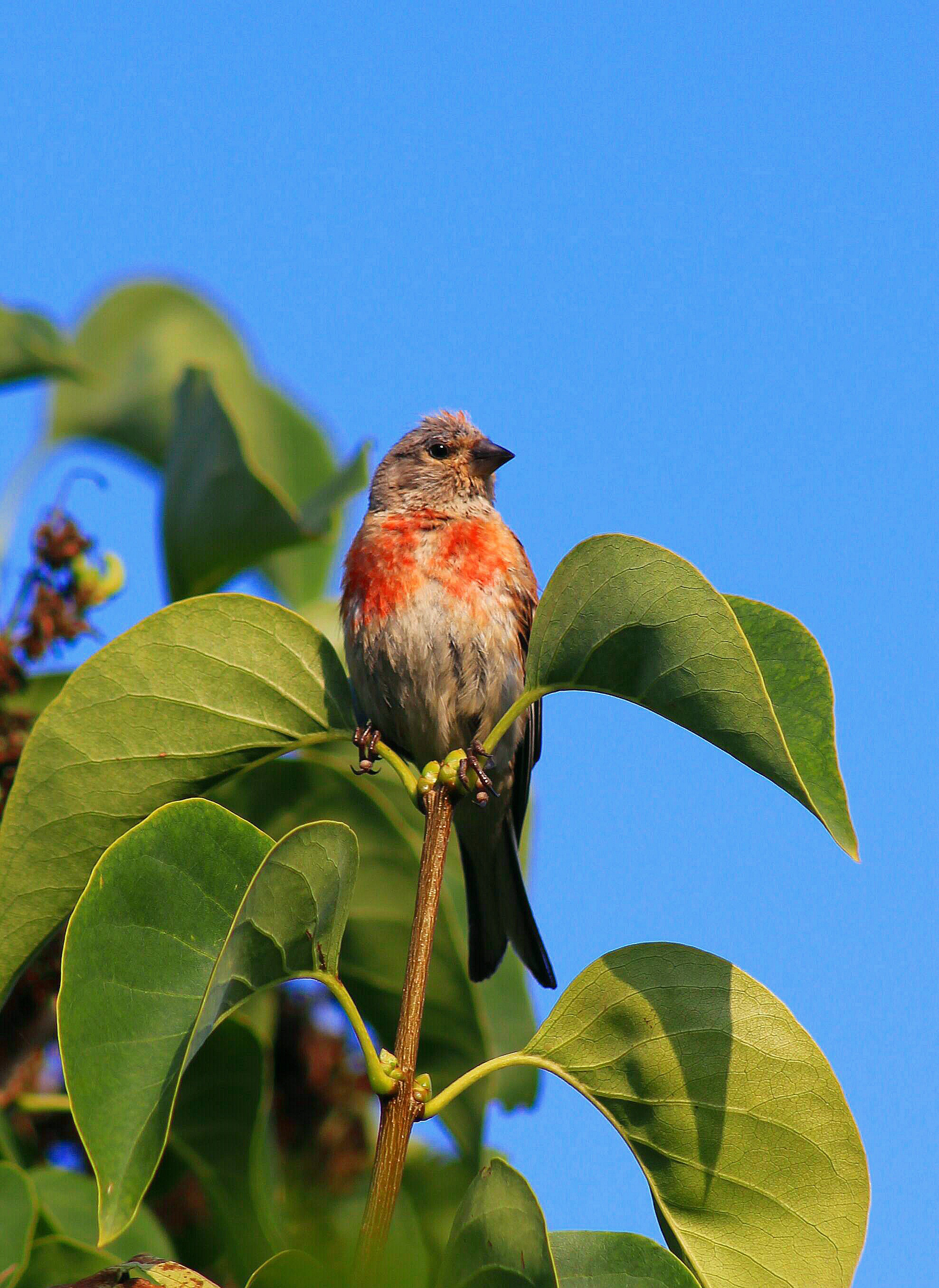
Macho
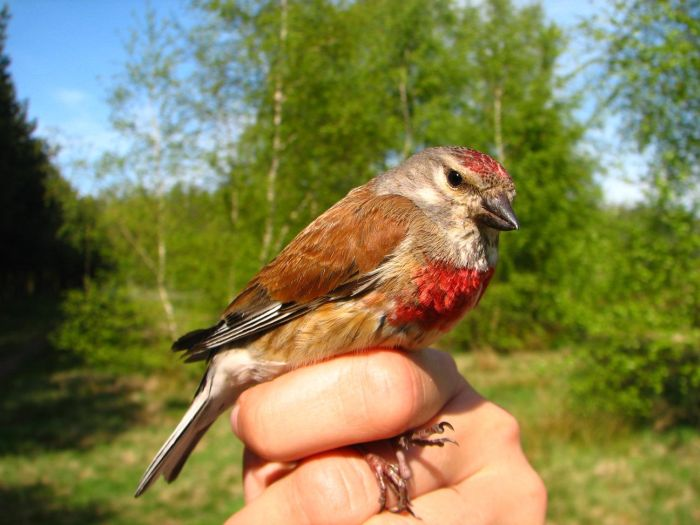
Macho
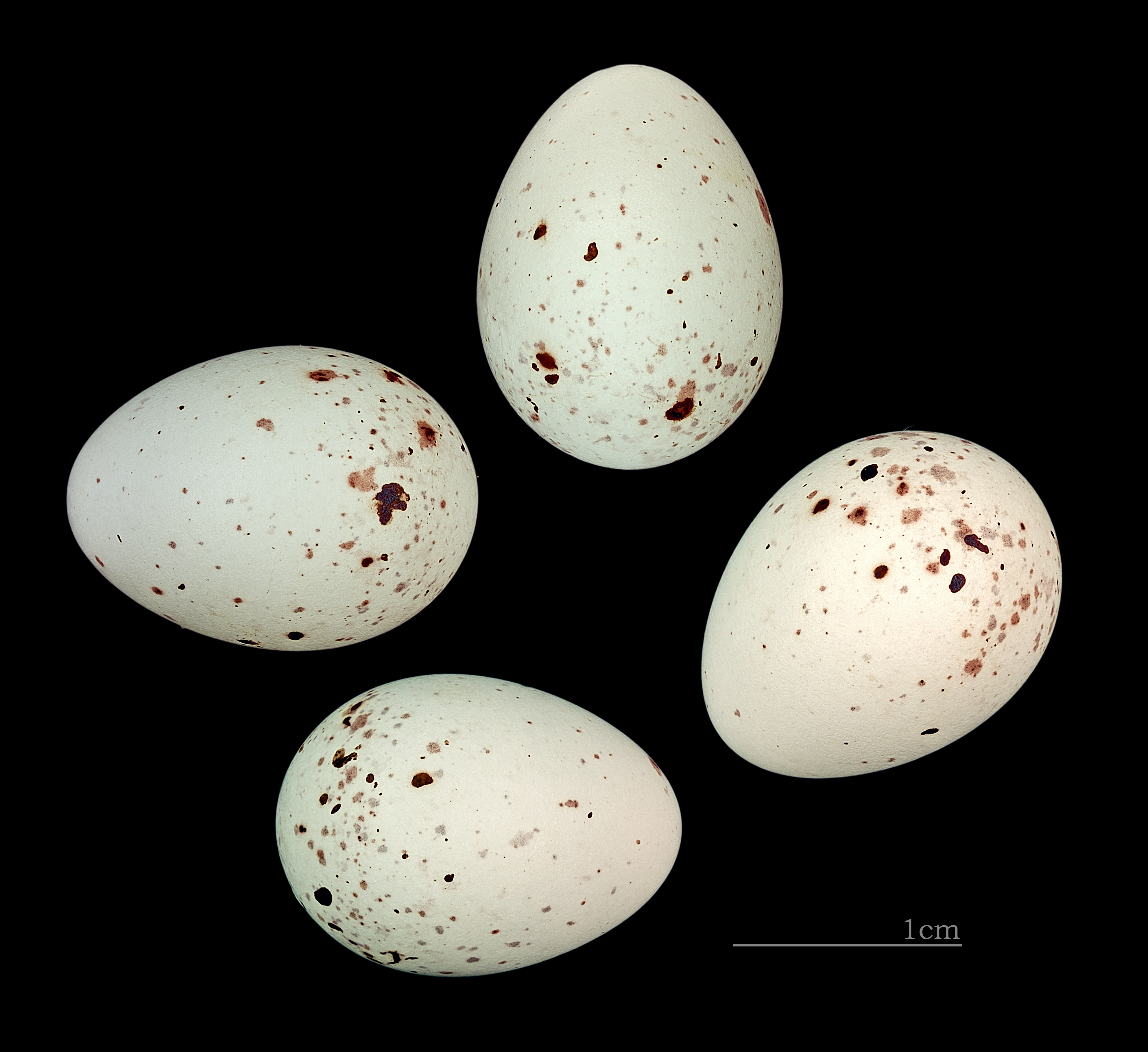
Ovos

### Fotos
- Flickr Pintarroxo na água
- Flickr Pintarroxo
- The Internet Bird Collection Pintarroxo esticando a asa

### Videos
- The Internet Bird Collection Pintarroxo a tomar banho
- The Internet Bird Collection Pintarroxo-fêmea num galho